# Geesje Feddes
Geesje Beekhuis-Feddes (Leeuwarden, 22 december 1831 – Leeuwarden, 24 september 1882) was een Nederlandse schrijfster en feministe.
Geesje was de dochter Klaaske van der Meulen Heymans en koopman Cornelis Jansz Feddes. Geesje Feddes trouwde op 15 februari 1855 met de 17 jaar oudere notaris Christiaan Houdijn Beekhuis. Beekhuis is de jongste zoon van Janke Diderika Cloeck en Willem Beekhuis. Omdat vader Cornelis geen toestemming gaf voor het huwelijk kreeg Geesje schriftelijke toestemming van haar moeder. 'Hare vader, van wie zij de noodige toestemming tot dit huwelijk niet had bekomen, deswege voor genoemden kantonregter is gedagvaard, doch niet verschenen; gevende de Moeder van de bruid hare toestemming bij notariële akte. ...'  Het gezin met twaalf kinderen woonde in Leeuwarden aan de Tweebaksmarkt en later op het adres Ossekop 13. Hanna Beekhuis was een van hun kleinkinderen.
Geesje Feddes keerde zich tegen de nadelige positie van vrouwen binnen en buiten het huwelijk die wettelijk was vastgelegd. Onder het pseudoniem ‘Eene Vrouw’ schreef zij in 1870 de brochure Gelijk recht voor Allen! Over de maatschappelijke positie van vrouwen.
Geesje Feddes stierf op vijftigjarige leeftijd en werd bijgezet op de Nieuwe begraafplaats in Leeuwarden.